# Партия любителей пива (Россия)
Па́ртия люби́телей пи́ва (ПЛП) — политическая партия в Российской Федерации, основанная в декабре 1993 года. Ликвидирована в 1998 году после неудачных выборов в Государственную думу РФ (1995). Спустя 26 лет, в октябре 2024 года, ПЛП была восстановлена, но минюст отказался регистрировать партию.
Согласно социологическим опросам на август 2024 года, за ПЛП готовы проголосовать 4,7% опрошенных россиян.
Девиз партии: «Каждый человек имеет право пить пиво, впрочем, как имеет право и не пить его».

## История
Лидерами партии являлись политолог и политтехнолог Константин Калачёв (генеральный секретарь) и Дмитрий Шестаков (председатель). Они решили создать партию 25 декабря 1993 года в ходе совместного употребления ими пива по случаю их поражения на выборах (Калачёв шёл по списку партии ПРЕС Сергея Шахрая, Шестаков баллотировался в Госдуму и Моссовет от партии «Гражданский союз»). Третий лидер партии — Андрей Пальчевский.
За счёт знакомств создателей партии среди журналистов сразу же после их (ещё неформального) решения о создании партии в центральных новостных изданиях России, в том числе на телевидении, появились сообщения о появлении новой партии.
Первая пресс-конференция ПЛП была проведена в баре «Гамбринус», на которой Калачёв высказал шутливые тезисы новой партии. Вскоре после пресс-конференции у партии появилась шутливая декларация: «Каждый имеет право пить пиво и не пить пиво».
10 апреля 1995 года Минюст России зарегистрировал Партию любителей пива.
В 1995 году ПЛП участвовала в выборах в Государственную думу РФ II созыва, и при низком бюджете предвыборной кампании (около 300 тысяч долларов США) получила на выборах более 1,5 % голосов избирателей (больше 400 тысяч голосов). Предвыборная кампания финансировалась из множества пожертвований предпринимателей, при этом олигархи отказались её финансировать.
В 1996 году на выборах Президента России ПЛП официально поддержала Бориса Ельцина в обмен на государственное финансирование, благодаря которому были выплачены долги основателей партии, возникшие в ходе выборной кампании 1995 года.
Проиграв думские выборы (не пройдя порог 5 % голосов, необходимый для получения депутатского мандата), руководители партии решили, что её надо закрывать (в 1990-е у политтехнологов превалировало мнение, что в случае неудачи политической партии на первых выборах её надо полностью реформировать или ликвидировать).
В 1998 году, когда пришло время для перерегистрации партии, документы на перерегистрацию партии в Минюст поданы не были.
3 ноября 2011 года в Facebook была создана страничка «Партия Любителей Пива», на которой объявлено о возрождении ПЛП.
В 2012 году, после изменения Закона о партиях, ПЛП (руководство партии, стоявшее у истоков создания ПЛП в 1993—1995 годах) не считает возможным регистрацию новой ПЛП и заявляет, что граждане, подавшие в 2012 году заявление в Минюст на регистрацию ПЛП, не имеют никакого отношения к Партии Любителей Пива 1994—1998 годов.
Организация партии и проведение выборной кампании стали для Калачёва началом карьеры политтехнолога.

### Возрождение
8 февраля 2024 года бывший генеральный секретарь партии Константин Калачёв в своём телеграмм-канале объявил о попытке возрождения партии.
5 октября 2024 года в Москве прошёл учредительный съезд Партии любителей пива, в котором приняли участие 109 делегатов из 50 регионов. Состоялись выборы руководящих органов — председателем партии был избран бизнесмен Сергей Гришин, а генеральным секретарём — Константин Калачёв. Делегаты сформировали рабочие и руководящие органы, были приняты программа партии и устав. В своей программе партия выступает за права человека, честные выборы, экономическую свободу, снижение налогов для бизнеса, светское государство, защиту животных и окружающей среды и «право каждого человека пить пиво и не пить пиво».
Согласно социологическому опросу Russian Field в конце августа 2024 года, за Партию любителей пива были готовы проголосовать 4,7% опрошенных россиян.
16 ноября 2024 года минюст отказал в регистрации партии из-за формальных ошибок в представленных документах. Калачёв заявил, что работа над партией продолжится, и в следующем году она планирует повторно подать документы на регистрацию.

## Политическая платформа и программа партии
Партия любителей пива была создана как «оранжевая» организация, но несмотря на популизм, на выборах выступила как серьёзный политический игрок.
Основатели партии пытались сделать политику живой и весёлой в противовес политикам с серьёзными лицами.
ПЛП ориентировалась на все слои российского общества, недовольные традиционными политиками и идеологией больших политических партий. В партии были люди разных идеологических воззрений, от либертарианцев до националистов.
Элементы программы ПЛП во время предвыборной кампании 1995 года:
- партия поставила цель «превращения России в страну, приспособленную для безопасной, сытой и спокойной жизни, для честного труда и комфортного пития пива»;
- план проведения «реформ в интересах большинства»;
- принцип «отстаивания интересов рядовых граждан от посягательств бюрократии и криминалитета»;
- отмена акцизов на пиво.

Люди, желающие вступить в партию, не обязательно должны были любить пиво. ПЛП отстаивала право каждого человека пить пиво, впрочем как и право его не пить.
Калачёв считал, что ПЛП была партией драйва и шоу, а погубило партию отсутствие стратегии.
По словам предпринимателя Сергея Гришина во время съезда 5 октября 2024 года, одна из целей партий — чтобы развивался малый и средний бизнес и чтобы было меньше запретительных инициатив, а важная социальная задача ПЛП — добиться того, чтобы дети россиян хотели стать не чиновниками, а предпринимателями, начинали собственное дело, чтобы рос частный сектор.

## Участие в выборах
Партия участвовала в выборах в Государственную Думу второго созыва (декабрь 1995) и заняла 21-е место из 43-х, получив 428 727 голосов избирателей (0,62 %).
10—11 июня 1995 на пленуме Центрального комитета ПЛП было принято решение идти на выборы самостоятельно.
Для участия в выборах, в соответствии с Законом, в августе 1995 года на съезде Партии было создано «Избирательное объединение Партия любителей пива». Председателем Совета этого объединения стал Дмитрий Шестаков, секретарём Совета ИО ПЛП — Сергей Непрокин.
От Партии любителей пива в выборах принял участие бывший глава администрации Приморского края (1991—1993), Генеральный консул России в Сан-Франциско 1993—1997) Владимир Кузнецов, но не получил депутатского мандата. В список кандидатов в депутаты Государственной Думы входили также президент Информационно-исследовательского центра «Панорама» Владимир Прибыловский и бизнесмен Андрей Пальчевский.
На всю избирательную кампанию, в том числе и проведение съезда, ПЛП израсходовало чуть более 300 тысяч долларов.
Партия намерена участвовать в выборах в думу в 2026 году, в выборах президента России в 2030 году.